# Putujući Zmaj
Kreativno - edukativna udruga Putujući Zmaj osnovana je u srpnju 2013. godine u Zagrebu. Ovu neprofitnu organizaciju osnovali su mladi entuzijasti: Miloš Žerajić i Andreja Črljenec. Putujući Zmaj osnovan je s ciljem promicanja i razvoja kazališnog stvaralaštva, širenja i populariziranje neformalne edukacije te razvijanja kreativnog stvaralaštva među djecom i mladima.

## O udruzi
U svom radu KEU Putujući Zmaj promiče kazališnu umjetnost među djecom i mladima, povezuje razna kazališta i skupine, te umjetnike na međunarodnoj razini. Provodi neformalnu edukaciju u društvu s ciljem odgoja i obrazovanja na aktivan, zabavan i zanimljiv način. Djeca i mladi kroz metode neformalne edukacije potaknuti su na kreativni stvaralački rad i izražavanje, te potvrđivanje stvaralačkih sposobnosti, znanja i vještina. U procesu edukacije mladi imaju priliku i sami postati vršnjački edukatori i treneri, a edukacijom se jača njihovo znanje i razvijamo vještine.
Mlade se potiče na aktivno sudjelovanje i razvijanje društva. Članovi promoviraju pozitivne i zdrave životne stilove s naglaskom na informiranost i nenasilje, te borbu protiv diskriminacije i stigmatizacije. Udruga zagovara odgovoran odnos društva prema okolini i okolišu što uključuje eko način izrade umjetničkih radova i rukotvorina.

## Edukacija
Neformalna edukacija osnovna je djelatnost udruge. Uključuje organiziranje interaktivnih radionica, predavanja, javnih tribina, manifestacija, seminara i kampanja s ciljem pozitivnog djelovanja na cjelokupno društvo. 
Na međunarodnoj razini organiziraju se treninzi i razmjene za mlade s različitim aktualnim tematikama kao što je nezaposlenost mladih, ravnopravnost i nenasilje. Za djecu, mlade i odrasle organiziraju se kreativne i sportske radionice. Članovi udruge sudjeluju u međunarodnim razmjenama i treninzima u sklopu programa Mladi na djelu tr Erasmus + programa financiranog od strane Europske unije. 
Na području neformalne edukacije Putujući Zmaj surađuje na međunarodnoj razini s udrugama s ciljem kreiranja novih modela rada s djecom i mladima. Razmjenjuju se informacije i iskustva,  a u isto vrijeme unapređuju znanja i vještine članova. 
U listopadu 2013. godine prijavljenje smo prvi projekt za program Mladi na djelu, razmjena mladih „Biti mlada i (ne)zaposlena osoba“.

## Kazalište
Kazališna skupina Družina Putujućeg Zmaja 2013. godine slavi tri godine postojanja. Ona je ujendno bila i kamen temeljac za registraciju udruge.
Danas Družina u sklopu udruge priprema i izvodi predstave za članove udruge, djecu i mlade te ih interaktivno uključuje u rad na predstavama i razvijanje prigodnih programa i animacije. 

### Predstave
Mala Škola
Premijeru je Mala Škola doživjela u Mostaru 2013. godine. Zagrebačka premiejra odigrana je u Knjižnici Prečko (Knjižnice Grada Zagreba) uv 18. travnja 2013. godine.
Predstava je gostovala u Popovači, u sklopu Noći Kazališta, u studenom 2013. godine.
Ovo je edukativa predstava za djecu predškolske dobi i nižih razreda o važnosti učenja u školi.
Zmusana priča
Premijera Zmusane priče održana je 6. veljače 2014. godine u Knjižnici Prečko (KGZ).
Pretpremijera ove predstave izvedena je na festivalu bajki i propovjedaka Bajkodani u Novom Sadu u studenom 2013. godine.
Zmusana priča edukativna je predstava koja promovira važnost čitanja i pripovijedanja. Namijenjena je djeci preškolske dobi i osnovnoškolcima. Pretpremiejra ove predstave izvedena je na festivalu bajki i propovjedaka Bajkodani u Novom Sadu u studenom 2013. godine.
U radionici Djeda Božičnjaka
Božična predstava govori o skromnosti, željama i darivanju. Igrana je u dječjim vrtićima u Zagrebu.

## Povijest
U listopadu 2010. godine u Mostaru (BiH), Martina Kujundžić Đaković (akademska glumica) i Miloš Žerajić (student dramske pedagogije) odlučili su svoje druženje prenijeti na scenu i zajedno stvarati. Martina – glumica i majka dvoje djece; Miloš – dramski pedagog s dugogodišnjim iskustvom u lutkarskom kazalištu. Stvarati dječje predstave činilo se više pozivom, nego odabirom.
Energija nastala iz te dječje zaigranosti uskoro je privukla velik broj prijatelja i suradnika – redatelja, scenografa, dramskih pedagoga.Prva predstava kazališne skupine bila je „Mala škola“.
Mala Škola je nakon svoje prve izvedbe (studeni, 2010.) u vrtiću Jasmin (Mostar) doživjela uspjeh, te se kroz vrata mnogih vrtića, škola i centara za djecu zavukla u brojna srca najmlađih. Uslijedile su i druge predstave i uspjesi („Sv. Nikola od megabajta“, „Baba Roga i Djeda Mraz“, „Ljutnju ostavite napolju“...).
Miloš Žerajić seli u Zagreb te tamo nastavlja priču Družine Putujućeg Zmaja. S novim znanjima i vještinama, raširilo se i polje djelovanja i aktivnosti te su 2013. Miloš Žerajić i Andreja Črljenec osnovali kreativno – edukativnu udrugu „Putujući Zmaj“, u sklopu koje je i kazališna skupina „Družina Putujućeg Zmaja“ nastavila s radom.

Udruga je registrirana u Zagrebu, 30. srpnja 2013. godine.

## Manifestacije
Bajkodani, Novi Sad,Srbija 2013.
Noć kazališta, Popovača, Hrvatska 2013.

## Usavršavanje
YE - Old Crafts=Modern business,Transilvanija, Rumunjska 2013. (Andreja Črljenec)
Grundtvig - Fair: Back to the land with fair and organic principles,Amarante, Portugal 2013. (Andreja Črljenec, Matija Rukavina)
Grundtvig - SMILE, Sighișoara, Rumunjska 2013. (Jerko Stjepanović)
TC - The Power of Non-Formal Education,Zagreb, Hrvatska 2013. (Andreja Črljenec)
TC - Osiguranje kvalitete u neformalnoj edukaciji, Zagreb, Hrvatska 2013. (Andreja Črljenec)